# Cooperativa de consum
Una cooperativa de consum és una agrupació de consumidors que s'uneixen per a beneficiar-se de la compra comuna i així evitar els marges de distribució. Les cooperatives son copropietat dels seus socis, que persegueixen els mateixos objectius, en aquest cas cooperativitzar l'adquisició de béns o serveis. Tenen una gestió democràtica. Moltes busquen fer un consum responsable, adquirir productes ecològics i de proximitat, i un comerç just, pretenent un canvi en les relacions amb els productors. Algunes tenen un espai propi o compartit des d'on desenvolupen l'activitat cooperativitzada, com les cooperatives de consum agroecològic.